# Canal Fitz Roy
Pour les articles homonymes, voir Fitzroy.

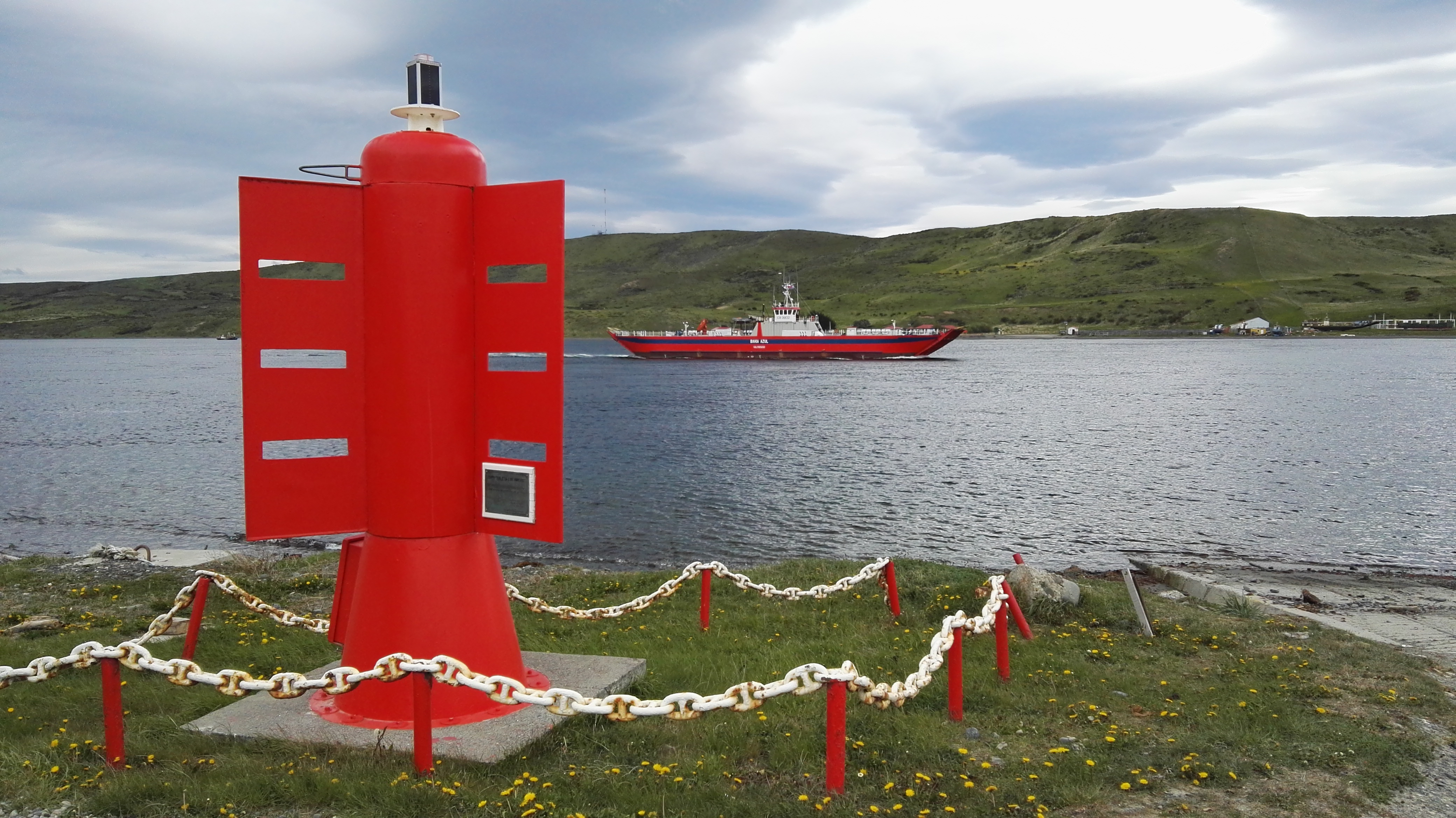
Ferry at Fitzroy Channel

Le canal FitzRoy est un étroit canal qui sépare l'île Riesco du Chili continental. Il relie le seno Skyring au nord et la mer d'Otway au sud. Administrativement, le canal Fitzroy est situé dans la XIIe région de Magallanes et de l'Antarctique chilien. Il a été nommé d'après le vice-amiral Robert FitzRoy (1805-1865) capitaine du célèbre HMS Beagle, chargé de missions hydrographiques et cartographiques en Terre de Feu.